# Euphaedra (Euphaedra) cyparissa
Euphaedra (Euphaedra) cyparissa es una especie de  Lepidoptera de la familia Nymphalidae,  subfamilia Limenitidinae, tribu Adoliadini, pertenece al género Euphaedra, subgénero (Euphaedra).

## Subespecies
- Euphaedra (Euphaedra) cyparissa cyparissa
- Euphaedra (Euphaedra) cyparissa aurata Carpenter, 1895
- Euphaedra (Euphaedra) cyparissa tai Hecq, 1986

## Localización
Esta especie de Lepidoptera y las subespecies, se encuentran localizadas en Sierra Leona, Nigeria y Camerún. 